# Jan Ort
Jan Hendrik Ort (хол. Jan Oort; Franeker, 28. april 1900 – Lajden, 5. novembar 1992) bio je holandski astronom, pionir u oblasti radio-astronomije. Napravio je značajne doprinose u istraživanju Mlečnog puta. Nakon njegove smrti, Njujork tajms ga je prozvao "jednim od najistaknutijih istraživača svemira ovog veka", zvanični sajt Evropske svemirske agencije opisao ga je kao "jednog od najvećih astronoma 20. veka" navevši da je "uveo revoluciju u astronomiju kroz svoja pionirska otkrića". Godine 1955. Ortovo ime se pojavilo na listi "Life Magazina" 100 najpoznatijih živih ljudi. Zahvaljujući njemu, Holandija se našla među vodećim zemljama u posleratnom istraživanju svemira.
Ort je utvrdio da Mlečni put rotira i time opovrgnuo hipotezu da je Sunce njegov centar; otkrio je nevidljivu "tamnu materiju" 1932. godine, za koju se veruje da čini, prema gruboj proceni, oko 87,5% ukupne materije univerzuma i čija gravitaciona sila dovodi do "grupisanja zvezda u galaksije i galaksija u povezane nizove galaksija". Otkrio je galaktički halo, grupu zvezda koje kruže oko Mlečnog puta, ali van galaktičkog diska. Takođe, Ort je odgovoran za niz važnih otkrića u vezi kometa, uključujući realizaciju da su njihove orbite "uticale na razvijanje mnogo više solarnih sistema nego u oblastima oko planeta".
U njegovu čast nazvano je nekoliko pojmova iz astronomije, uključujući Ortov oblak, Ortove konstante, i asteroid 1691 Ort.

## Biografija
Jan Ort je rođen u Franekeru, malom holandskom gradiću u provinciji Friziji. Bio je drugi sin doktora Abrahama Hendrikusa (prema pojedinim izvorima Hermanusa) Orta i Rut Hane Faber. Oba roditelja potiču iz uglednih svešteničkih porodica, odnosno njihovi očevi su bili među najuticajnijim holandskim sveštenicima protestantske crkve. Kada je Jan imao 3 godina, njegova porodica se preselila u Ugstgest, grad blizu Lajdena, gde je njegov otac radio kao direktor u psihijatrijskoj bolnici. Samim tim, živeli su u direktorskoj kući senatorijuma, u maloj šumi i ambijentu koji je vrlo prijatan za odrastanje petoro male dece. Od njih, Janov mlađi brat je postao profesor biljnih bolesti na Vageningenskom univerzitetu, a Janove dve mlađe sestre i stariji brat su umrli od dijabetesa dok je on bio student.
Jan Ort je pohađao osnovnu školu u Ugstgestu, srednju školu u Lajdenu, a 1917. je upisao studije fizike na Groningenskom univerzitetu. Ort je kasnije rekao da se zainteresovao za nauku i astronomiju još u srednjoj školi, podstaknut čitanjem knjiga Žila Verna. Groningenski univerzitet je izabrao velikim delom zbog toga što je poznati astronom, Jakobus Kornelijus Keptejn, predavao tamo, iako tada Ort nije bio siguran da li želi da se specijalizacizuje na fizici ili astronomiji, a upravo je taj njegov profesor zaslužan za to što se Ort opredelio za astronomiju. Kasnije je pričao kako je on bio vrlo inspirativan predavač, a predavanja iz elementarne astronomije su bila posebno fascinantna. Takođe, predavao mu je i poznati fizičar Fric Zernike koji je izvršio snažan utisak na njegovo obrazovanje. Ort je od samog početka bio među najboljim studentima, istakao se po svom radu i znanju, a već na trećoj godini studija, Ort je započeo jedno istraživanje sa Keptejnom.
Osnovne studije je završio 1921. godine, i dobio zvanje asistenta na tom fakultetu, ali je u septembru iduće godine otišao u Sjedinjene Američke Države gde je uradio diplomski rad na Jejlu, i radio kao asistent na opservatoriji istog univerziteta.

## Karijera
Ort se prvenstveno bavio objavljivanjem naučnih radova i proučavanjem strukture i dinamike galaksije, kao i pitanjima kosmogonije. Godine 1927. je na osnovu statističke studije o promenljivoj brzini i sopstvenog kretanja zvezda jasno dokazao hipotezu Bertila Lindblada o rotiranju galaksija oko njihovog centra. Dokazao je da se galaksija ne okreće kao kruto telo (njeni unutrašnji delovi se okreću brže, brzina se direktno smanjuje sa porastom udaljenosti od centra), odredio je veličinu efekta diferencijalnog okretanja (Ortove konstante), brzinu okretanja rotacije (220 km/s oko Sunca) i period rotacije (220 miliona godina oko Sunca). Ortovi radovi inicirali su dalje proučavanje dinamike galaksije.
Ort je detaljno razmotrio ulogu difuzne materije i dinamičku sliku svemira. Godine 1932. je procenio gustinu difuzne međuzvezdane materije pomoću z-komponente brzine zvezde (normalne na ravan galaksije) i pronašao njihov limit 3×10−24 g/cm3. Godine 1938. je pokazao da većina čestica koja apsorbiju materiju u svemiru koncentrisana je u debljini po 200 parseka sa obe strane galaktičke ravni. Takođe je pokazao da zvezdana gustina raste u pravcu galaktičkog centra, te da Sunce spada u zvezde niske gustine.
Sa pojavom radio-astronomije, Ort je nastavio izučavanje galaksije radio-astronomskim metodama. Učestvovao je u uspostavljanju strukture velikih razmera i u proučavanju oblaka međuzvezdanog gasa.
Ort je bio inicijator teorije sferičnog oblaka kometa, izvora posmatranih kometa. Ovaj oblak se prostire na udaljenosti od 150.000 AJ od Sunca. Komete se većinu vremena nevidljive i nalaze se na velikim udaljenostima od Sunca. Pod uticajem obližnjih zvezda, brzina pojedinih kometa se može promeniti zbog uticaja gravitacije, oni se približavaju i postaju vidljive. Takođe, pod uticajem gravitacije planeta komete menjaju svoje orbite i mogu postati periodične.
U saradnji sa Lajmenom Spitcerom, Ort je predložio mehanizam formiranja protozvezda u međuzvezdanim oblacima (kompresijom gasa pod pritiskom zračenja ranije formiranih toplih zvezda). Zajedno sa Hendrikom van de Hulstom je razvio teoriju formiranja čestica međuzvezdane prašine od kondenzacije međuzvezdanog gasa. Otkrio je da je svetlost koja dolazi iz Mesja 1 polarizovana i da je sinhrotone prirode.
Ort je značajno doprineo razvitku radio-astronomije na evropskom kontinentu, posebno u izgradnji radio-teleskopa u Vasterborku, kao i u osnivanju Južnoevropske opservatorije. U periodu od 1958. do 1961. godine je bio predsednik Međunarodne astronomske unije.

## Privatan život
Godine 1927, Ort se oženio Johanom Marijom Gradt van Rogen. Njih dvoje su se upoznali na studentskoj zabavi u Utrehtu, gde je Ortov brat studirao biologiju. Imali su troje dece, sinove Koena i Abrahama i kćerku Marijke.
Prema zvančnom sajtu Lajden univerziteta, Ort se interesovao i razumeo u umetnost. Oni navode da je svaki put posećujući druge države odvojio vreme da poseti lokalne muzeje i izložbe. Takođe, pedesetih godina dvadesetog veka vršio je dužnost predsednika odbora za likovne umetnosti na Akademskom Lajdanovom centru za umetnost (Leiden Academical Arts Centre), gde se, između ostalog, bavio organizovanjem izložbi.

## Značajnija otkrića
Nekoliko od Ortovih značajnijih otkrića obuhvataju:
- 1924. — otkrio je galaktički halo, grupu zvezda koje kruže oko Mlečnog puta van galaktičkog diska
- 1927. — izračunao je da je centar Mlačnog puta udaljen 5.900 parseka (19.200 svetlosnih godina) od Zemlje u pravcu sazvežđa Strelac.
- 1932. — izračunavanjem kretanja zvezda u Mlečnom putu prvi je sakupio dokaze o postojanju tamne materije, kada je pokazao da Mlečni put ima masu 100 milijardi puta veću od Sunca.
- 1950. — pretpostavio je da komete potiču od sfernog oblaka koji se nalazi na spoljnoj granici Sunčevog sistema, te je po njemu nazvan Ortov oblak.
- otkrio je da je svetlost koja dolazi iz Mesja 1 polarizovana i proizvedena sinhrotonom emisijom.

## Priznanja

### Nagrade
- Brusova nagrada koju dodeljuje Astronomsko društvo sa Pacifika, 1942.
- Zlatna medalja koju dodeljuje Kraljevsko astronomsko društvo, 1946.
- Jansenova medalja koju dodeljuje Francuska akademija nauka, 1946.
- Zvanje predavača Henri Noris Rasel koje dodeljuje Američko astronomsko društvo, 1951.
- Gouden Ganzeveer ("Pero zlatne guske"), 1960.
- Nagrada Vetlesen, 1966.
- Nagrada Janski koju dodeljuje Nacionalna radio astronomska opservatorija, 1967.
- Karl Švarcšild medalja koju dodeljuje Astronomsko društvo - Astronomische Gesellschaft (drugo najstarije, posle Kraljevskog astronomskog društva), 1972.
- ADION medalja koju dodeljuje društvo za razvijanje međunarodne opservatorije u Nici, 1978.
- Balcanova nagrada za astrofiziku, 1984.
- Kjoto nagrada koju dodeljuje Inamori fondacija, 1987.

### Po njemu su nazvani
- Asteroid 1691 Oort
- Ortov oblak
- Ortove konstante galaktičke strukture